# Sikuaq Trawl
Sikuaq Trawl A/S er en privatejet grønlandsk fiskerivirksomhed. De ejer trawleren Svend C, hvorfra de fanger og forarbejder rejer og makrel. Svend C er 83 meter lang og blev bygget på Tersan Shipyard i Tyrkiet i 2016. I 2024 havde de en omsætning på 282 mio. danske kroner.
Sikuaq Trawl er ejet af Carl Steffen Christensen samt familie. Virksomheden blev etableret i 2002 under navnet Sermersuut Seafood af Carl Steffen Christensen.